# Atopsyche hatunpuna
Atopsyche hatunpuna är en nattsländeart som beskrevs av Schmid 1989. Atopsyche hatunpuna ingår i släktet Atopsyche och familjen Hydrobiosidae. Inga underarter finns listade i Catalogue of Life.